# 尾上作兵衛
尾上 作兵衛（おのえ さくべえ、旧姓・池内、幼名・賢次、1872年10月1日〈明治5年8月29日〉 - 没年不明）は、日本の政治家、実業家、資産家。姫路市会議員。国栄機械製作所創業者。族籍は兵庫県平民。
グローリー実質創業者尾上壽作の父。グローリー会長尾上壽男の祖父。

## 経歴
兵庫県飾麿郡安室村字新在家（現・姫路市）出身。兵庫県平民・池内宗太郎の二男。姫路の商家、尾上作平の養子となり、1901年、家督を相続した。
1918年3月、姫路市延末にて、作兵衛は個人経営で電球製造機の修理・販売を開始した。また、山陽醤油社長、日本化学漆器代表取締役、三十八銀行、姫路水力電気、姫路銀行、姫路莫大小、姫路倉庫各取締役など各種の会社重役を務めた。

## 人物
独学自習により和漢の学や泰西の状勢に通じた。資性温厚篤実で徳義を重んじた。住所は兵庫県姫路市俵町。

## 家族・親族
尾上家
- 養父・作平（木綿卸商[11]、名望家[12]）
- 妻・りゑ（1876年 - ?、尾上又市の長女）[1][2]
- 長女・りつ（1894年 - ?、尾上暉一の妻）[1]
- 男・作次（1898年 - ?、1936年に家督を相続[13]、日本化学漆器社長、東亜化学燃料、姫路倉庫、山陽醤油各取締役）[13]
- 三男・壽作[3]（1903年 - 1998年[6]）
- 四男・仙次（1906年 - ?）[3]
- 五男・信次（1910年 - ?）[3]
- 六男・政次（1912年 - 1994年）[3]
- 養叔父・作太郎[2][8]
  - 同妻・富美枝（兵庫、浅井彌兵衛の姪） [2][8]

親戚
- 浅井彌兵衛[2]（龍野銀行頭取、金融業）
- 実弟・池内善雄（台湾総督府高等法院長）
- 長女の夫・尾上暉一（1886年 - ?、姫路商工会議所議員、姫路土地建物、播磨電気、日本化学漆器各取締役）[13] - 荒木善右衛門の四男[13]。1913年、尾上作兵衛の養子となった[13]。1914年、中国合同電気会社に入り姫路支店事務長を経て調査部長兼企画課長に就任した[13]。宗教は浄土宗[13]。住所は姫路市北条口[13]。